# Omar Mahmoud
Omar Mahmoud M. Sami (ur. 13 marca 1999) – egipski judoka. Wicemistrz igrzysk afrykańskich w 2023. Brązowy medalista mistrzostw Afryki w 2017, a także pierwszy w drużynie w 2024. Trzeci na mistrzostwach Arabskich w 2023 roku.